# 스타디오 산텔리아
스타디오 산텔리아(이탈리아어: Stadio Sant'Elia)는 이탈리아 칼리아리에 위치한 축구 경기장이다. 칼리아리 칼초의 홈구장으로 사용되고 있으며 수용 인원은 16,000명이다. 1990년 FIFA 월드컵 경기가 열린 경기장이기도 하다.